# جزيرة برومو
جزيرة برومو وهي جزيرة من جزر إندونيسيا، وتتبع مدينة بنجرماسين في إقليم كليمنتان الجنوبية في إندونيسيا.